# Régence du Mexique
1821–1822
Entités précédentes :
- Nouvelle-Espagne

Entités suivantes :
- Premier Empire mexicain

La régence du Mexique fut une période transitoire dans l'histoire de la monarchie mexicaine durant laquelle une personnalité pouvant éventuellement, mais pas nécessairement, appartenir à la famille royale exerce le pouvoir au nom du monarque en titre, trop jeune, absent, incapable de gouverner par lui-même ou ne pouvant assumer ses fonctions de roi. 
La première régence du Mexique s'attribua le droit de nommer un empereur indépendant de l'Espagne, mais le 18 mai 1822, des soldats et une foule nombreuse demandent au président de la Régence de se proclamer empereur du Mexique sous le nom d'Augustin Ier. Il y consent et, le lendemain, par 67 voix contre 15 le Congrès mexicain entérine ce choix. La couronne est déclarée héréditaire. Une cérémonie du sacre est organisée et, en août, l'ordre de Notre-Dame de Guadalupe est institué.
Enfin, la deuxième régence du Mexique, une délégation mexicaine conduite par José María Gutiérrez Estrada et le gouvernement conservateur du Mexique, se rend à Miramar, la résidence de l'archiduc Maximilien, pour lui demander de devenir empereur du Mexique. Il pose comme condition l'organisation d'un plébiscite lui apportant le soutien du peuple mexicain,,,,.

## Première Régence

### Premier conseil de régence (1821-1822)
- 28 septembre 1821 – 11 avril 1822 : Agustín de Iturbide, président
- 28 septembre 1821 – 8 octobre 1821 : Juan O'Donojú y O'Rian, second régent
- 9 octobre 1821 – 11 avril 1822 : Antonio Pérez Martínez y Robles, troisième régent
- 28 septembre 1821 – 11 avril 1822 : Manuel de la Bárcena, quatrième régent
- 28 septembre 1821 – 11 avril 1822 : José Isidro Yañez, cinquième régent
- 28 septembre 1821 – 11 avril 1822 : Manuel Velázquez de León y Pérez, sixième régent

### Second conseil de régence (1822-1822)
- 11 avril 1822 – 18 mai 1822 : Agustín de Iturbide, président
- 11 avril 1822 – 18 mai 1822 : José Isidro Yañez, second régent
- 11 avril 1822 – 18 mai 1822 : Miguel Valentín y Tamayo, troisième régent
- 11 avril 1822 – 18 mai 1822 : Manuel de Heras Soto, quatrième régent
- 11 avril 1822 – 18 mai 1822 : Nicolás Bravo Rueda, cinquième régent

1863–1864
Entités précédentes :
- Deuxième République fédérale

Entités suivantes :
- Second Empire mexicain

## Deuxième régence (1863-1864)

### Troisième conseil de régence (1863-1864)
- 11 juillet 1863 – 28 mai 1864 : Juan Nepomuceno Almonte, régent
- 11 juillet 1863 – 28 mai 1864 : José Mariano Salas, conseiller
- 11 juillet 1863 – 17 novembre 1863 : Pelagio Antonio de Labastida y Dávalos, conseiller
- 11 juillet 1863 – 18 octobre 1864 : Juan Bautista de Ormaechea, conseiller
- 11 juillet 1863 – 18 octobre 1864 : José Ignacio Pavón, conseiller